# Балуков Микола Михайлович
Микола Михайлович Балуко́в (рос. Николай Михайлович Балуков; 16 липня 1922, Зяблово — 7 листопада 1943, Крюківщина) — радянський офіцер, учасник німецько-радянської війни; Герой Радянського Союзу.

## Біографія
Народився 16 липня 1922 року в селі Зяблово (нині Юр'євецький район Івановської області, Росія) в селянській сім'ї. Закінчив початкову школу у рідному селі та семирічну школу в селі Єлнать того ж району. З літа 1940 року працював у пожежній охороні Юр'євецької виправно-трудової колонії.
У листопаді 1940 року Юр'євецьким районним військовим комісаріатом призваний на строкову службу до Червоної армії. Був направлений в Івановське військово-політичне училище. Закінчив місячні курси політбійців. Брав участь у німецько-радянській війні. У січні 1942 року з групою випускників прибув на Північно-Західний фронт, де був призначений заступником політрука кулеметної роти 529-го стрілецького полку 163-ї стрілецької дивізії. Невдовзі був обраний комсоргом роти. Відзначився 11 лютого 1942 року ході Дем'янської операції, знищивши у бою кулеметним вогнем до 18 ворогів. 31 липня 1942 року нагороджений медаллю «За відвагу».
У кінці 1942 року був прийнятий до ВКП(б) та у числі кращих бійців відряджений у місто Вишній Волочок на курси молодших лейтенантів при Калиновському військово-піхотному училищі. Після закінчення курсів повернувся у свій полк і був призначений командиром кулеметної роти. Під його командування рота з боями пройшла від Курської дуги до Дніпра. За уміле керівництво ротою 3 вересня 1943 року нагороджений орденом Вітчизняної війни II ступеня.
У ході битви за Дніпро 1 жовтня 1943 року його рота у числі перших переправилася на правий берег річки південніше Києва, захопила плацдарм і утримувала його до приходу батальйону. У ході боїв уміло керував відбиттям контратак, особисто знищив 14 ворогів і розрахунок станкового кулемета. Указом Президії Верховної Ради СРСР від 29 жовтня 1943 року за успішне форсування річки Дніпро та виявлені при цьому відвагу і мужність старшому лейтенанту Балукову Миколі Михайловичу присвоєно звання Героя Радянського Союзу з врученням ордена Леніна і медалі «Золота Зірка».
У боях за розширення зайнятого плацдарму 6 листопада 1943 року в селі Крюківщині потрапив під масований удар бомбардувальників противника, у результаті якого загинув. Похований у місті Вишневому у братській могилі на вулиці Освіти (50°22′48.16″ пн. ш. 30°22′32.77″ сх. д. / 50.3800444° пн. ш. 30.3757694° сх. д.).

## Вшанування

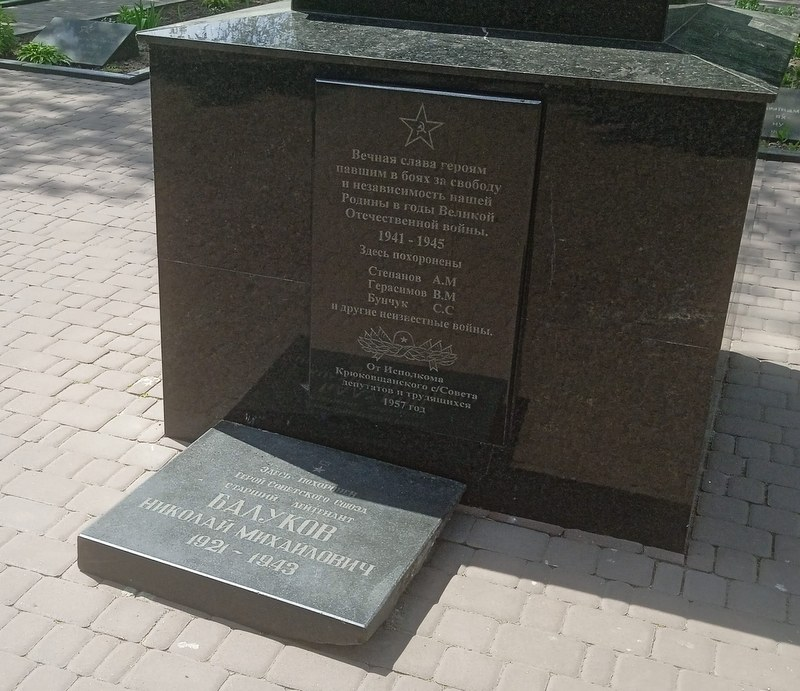
Братська могила.

- 1957 року на братській могилі, де похований і Микола Балуков, за ініціативи депутатів і трудящих Крюківщинської сільської ради встановлений пам'ятник, про що свідчить напис на ньому;
- Пам'ятник Герою встановлений у селі Михайловому Юр'євецького району Івановської області;
- Меморіальні дошки встановлені на школах у селі Михайловому (нині закрита) і селі Єлнать;
- Його ім'я увіковічнене у меморіалах героям-землякам у містах Юр'євці та Івановому;
- У селі Віті-Поштовій йому встановлено обеліск;
- У селі Крюківщині встановлена меморіальна дошка;
- Його ім'ям названо вулиці в селі Крюківщині та в місті Вишневому.